# 식품 가공

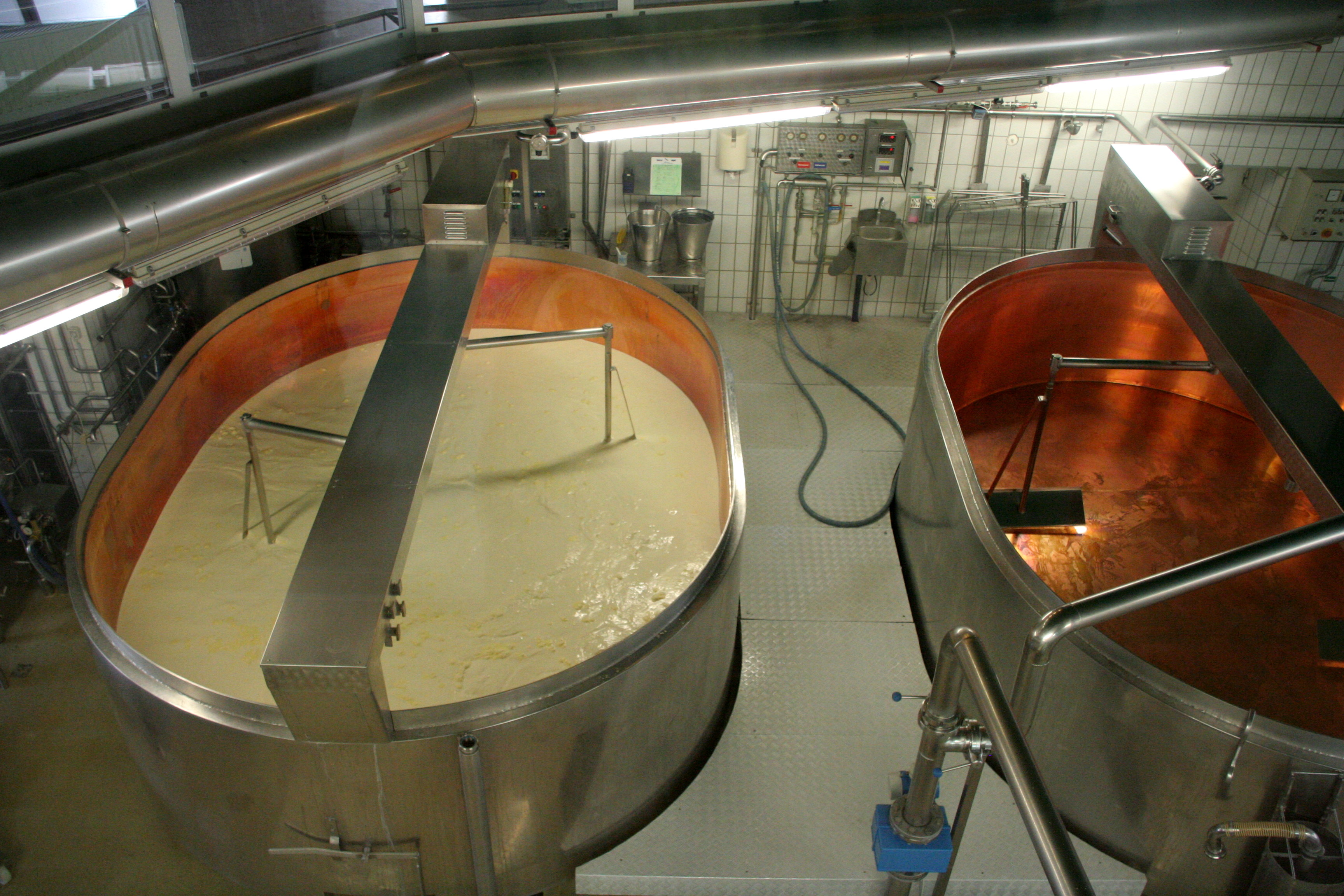

식품 가공(食品加工)은 농산물·축산물·수산물로 얻어지는 식품의 원료는 먹지 못하는 부분을 제외하고 외관(外觀)·맛·소화(消化)를 좋게 하고 조리의 수고를 덜기 위해서 또 급속한 부패를 방지하고 반영구적으로 저장하기 위해서 갖가지로 가공하는 것을 말한다.
가공법에서는 도정(搗精)·제분(製粉)·양조(釀造) 등 외에 건조·염장(鹽藏)·빙장(氷藏)·훈제(燻製)·통조림·냉동 등 여러 가지 방법이 있으며 갖가지 기계가 사용되고 있다.

## 역사
식품 가공은 원시 가공에 발효, 햇볕 건조, 소금 보존, 다양한 조리(구이, 훈제, 찌기, 오븐 굽기 등)가 포함된 선사 시대로 거슬러 올라간다. 자연 형태의 식품의 기본 구조는 빠른 부패를 유발하는 표면 미생물 활동에 대한 장벽을 구축하는 데도 도움이 된다. 통조림 제조법이 도입되기 전까지 전사와 선원들의 식단을 구성하는 식품에 소금 보존이 특히 일반적이었다. 이러한 방법의 존재에 대한 증거는 고대 그리스, 칼데아, 이집트 및 로마 문명의 저술뿐만 아니라 유럽, 북미 및 남미, 아시아의 고고학적 증거에서도 찾을 수 있다. 이러한 시도되고 테스트된 처리 기술은 산업 혁명이 도래할 때까지 본질적으로 동일하게 유지되었다. 즉석 식사의 예는 산업 혁명 이전으로 거슬러 올라가며 Cornish 페이스트리 및 Haggis와 같은 요리를 포함한다. 고대에도 현대 사회에서도 이러한 식품은 가공식품으로 간주된다.
19세기와 20세기에 개발된 현대 식품 가공 기술은 대부분 군사적 필요를 충족시키기 위해 개발되었다. 1809년에 니콜라 아페르는 프랑스 군대를 위한 음식을 보존할 수 있는 밀폐형 병입 기술을 발명했으며 이는 궁극적으로 주석 제조의 발전에 기여했으며 이후 1810년 피터 듀런드(Peter Durand)에 의해 통조림 제조가 이루어졌다. 처음에는 캔에 사용된 납으로 인해 비용이 많이 들고 다소 위험했지만 통조림 상품은 나중에 전 세계의 필수품이 될 것이다. 1864년 루이 파스퇴르(Louis Pasteur)가 발견한 저온살균법은 보존식품의 품질과 안전성을 향상시켰고 와인, 맥주, 우유 보존법을 도입했다.
20세기 제2차 세계대전, 선진국의 우주 경쟁과 소비자 사회의 성장은 분무 건조, 증발, 주스 농축액, 동결 건조 및 인공 감미료, 착색제의 도입, 벤조산 나트륨과 같은 방부제와 같은 발전으로 식품 가공의 성장에 기여했다. 20세기 후반에는 건조 즉석 수프, 재구성된 과일과 주스, MRE 식량 배급과 같은 자가 조리 식사 등의 제품이 개발되었다. 20세기에는 전자레인지, 믹서기, 로티매틱 포장방식 등의 자동화 기기가 등장하여 조리 편의성이 향상되었다.
서유럽과 북미에서는 20세기 후반에 편리함을 추구하는 경향이 증가했다. 식품 가공 회사는 특히 중산층에 속하며 일하는 아내와 어머니를 대상으로 제품을 판매했다. 냉동 식품은 주스 농축액과 "TV 디너" 판매에서 성공을 거두었다. 가공업자들은 전후 인구의 관심을 끌기 위해 인식된 시간의 가치를 활용했으며, 이와 동일한 매력이 오늘날 간편식의 성공에 기여한다.

## 같이 보기
- 가공식품
- 브루어리
- 통조림
- 식이 보충제
- 효소
- 향미 (맛)
- 식품 첨가물
- 착색제
- 식품 안전
- 식품과학
- 식품 보관
- 우수 의약품 제조 및 품질관리 기준
- 저온 살균법
- 유통기한
- 초고온 처리